# 원 (2003년)
원(본명: 박성원, 2003년 12월 18일 ~ )은 과거 대한민국의 7인조 보이그룹 싸이퍼의 멤버로 메인래퍼, 서브래퍼를 맡았다.